# Hjallese Provsti
Hjallese Provsti er et provsti i Fyens Stift. Provstiet ligger i Odense Kommune og 
består af 25 sogne med 25 kirker, fordelt på 17 pastorater. Resten af kommunen dækkes af Odense Domprovsti.

## Pastorater
| Pastorater i Hjallese Provsti | Pastorater i Hjallese Provsti    | Pastorater i Hjallese Provsti    |
| ----------------------------- | -------------------------------- | -------------------------------- |
| Agedrup Pastorat              | Allesø-Næsbyhoved-Broby Pastorat | Brændekilde-Bellinge Pastorat    |
| Dalum Pastorat                | Dyrup Pastorat                   | Fraugde-Allerup-Davinde Pastorat |
| Hjallese Pastorat             | Højby Pastorat                   | Korup Pastorat                   |
| Lumby Pastorat                | Næsby Pastorat                   | Paarup Pastorat                  |
| Sanderum Pastorat             | Seden-Åsum Pastorat              | Stenløse-Fangel Pastorat         |
| Tornbjerg Pastorat            | Ubberud-Ravnebjerg Pastorat      |                                  |

## Sogne
| Sogne i Hjallese Provsti | Sogne i Hjallese Provsti | Sogne i Hjallese Provsti |
| ------------------------ | ------------------------ | ------------------------ |
| Agedrup Sogn             | Allerup Sogn             | Allesø Sogn              |
| Bellinge Sogn            | Brændekilde Sogn         | Dalum Sogn               |
| Davinde Sogn             | Dyrup Sogn               | Fangel Sogn              |
| Fraugde Sogn             | Hjallese Sogn            | Højby Sogn               |
| Korup Sogn               | Lumby Sogn               | Næsby Sogn               |
| Næsbyhoved-Broby Sogn    | Paarup Sogn              | Ravnebjerg Sogn          |
| Sanderum Sogn            | Seden Sogn               | Stenløse Sogn            |
| Stige Sogn               | Tornbjerg Sogn           | Ubberud Sogn             |
| Åsum Sogn                |                          |                          |